# Prinses Beatrixlaan (Rijswijk/Delft)
De Prinses Beatrixlaan in de Nederlandse plaatsen Rijswijk (Zuid-Holland) en Delft is een gebiedsontsluitingsweg en verbindingsweg tussen Den Haag en Delft, die in Rijswijk aansluit op de A4. De weg werd in de tweede helft van de jaren 60 aangelegd als provinciale weg 15. Het Rijswijkse deel heeft de code S106 (stadsweg 106 Den Haag). De hele weg is ruim 8 kilometer lang en is uitgevoerd met 2×2 rijstroken en aan weerszijden fietspaden. 

## Rijswijk
In 1955 werd begonnen met de aanleg van een enkelbaans weg met twee rijstroken tussen de Haagse Middachtenweg en de Delftse Ruys de Beerenbrouckstraat als Provinciale Weg nr. 15, waardoor de nieuwe Delftse wijk Voordijkshoorn werd verbonden met Den Haag. Dit deel werd in oktober 1956 in gebruik genomen. De weg werd vanwege de drassige ondergrond uitgevoerd in beton, en had tot aan de Kleiweg (de latere Sir Winston Churchilllaan) een rijwielpad aan elke zijde. Bij het verdere deel tot in Delft was er alleen aan de oostkant een tweerichtingsfietspad. Vanwege nieuwe wijken in Rijswijk en de toenemende mobiliteit werd begin jaren 1960 een tweede rijbaan met een fietspad toegevoegd vanaf Den Haag tot aan de Kleiweg, waarna beide fietspaden eenrichtingsverkeer kregen. Het Rijswijkse deel werd in de jaren 1960 aan de gemeente overgedragen en kreeg de naam Prinses Beatrixlaan. 
Bij de aanleg van de aansluiting op de Rijksweg 4 werd in 1986 de tweede rijbaan vanaf de Kleiweg doorgetrokken tot en met aansluiting op de rijksweg. Het deel ten zuiden van de A4 langs Sion kon op den duur het verkeer niet aan en in 2012-2014 werd de hele verkeersafwikkeling veranderd, waarbij het deel tussen de A4 en 't Haantje ook werd verdubbeld. De Prinses Beatrixlaan werd in Rijswijk een gebiedsontsluitingsweg met 2×2 rijstroken en een verdubbelde brug over de Kastanjewetering voor een betere aansluiting op de 2×2 rijstroken in Delft. De snelheid werd over de gehele lengte teruggebracht van 80 naar 50 km/uur. Ook kwamen er net als eerder in Delft aan beide zijden tweerichtingsfiets-/bromfietspaden. Ter hoogte van de kruising met de Wethouder Brederodelaan werd in 2006 het kunstwerk Project Rijswijk van de Belgische kunstenaar David Neirings geplaatst. Vanwege de gestroomlijnde vorm wordt het Bat-mobiel genoemd.
In Rijswijk is het een belangrijke weg voor de ontsluiting van aanpalende wijken en voorzieningen zoals winkelcentrum Bogaard. Door de verkeersintensiteit en de files staat de bereikbaarheid van de omgeving onder druk, alsmede de leefbaarheid van de omgeving door geluidshinder en de barrièrewerking.

## Delft
De provinciale weg 15 werd na de opening van het noordelijke Rijswijkse deel in 1956 in stappen in zuidwaartse richting verlengd van Voordijkshoorn naar de Kruithuisweg (N470). Op dat moment waren de wijken Voorhof en Buitenhof aan weerszijden van de weg in ontwikkeling met veel hoogbouw. In de tweede helft van de jaren 60 was het Delftse deel klaar. Oorspronkelijke plannen om de weg door te trekken naar Schiedam over de Abtswoudseweg werden niet uitgevoerd. Het Delftse deel tussen de Ruys de Beerenbrouckstraat bij Voordijkshoorn en de Kruithuisweg werd ruim aangelegd als autoweg met twee keer twee rijbanen, een middenberm en ongelijkvloerse kruisingen, met uitzondering van de kruising met de Westlandseweg.
In de veertig meter brede middenberm bij de kruising met de Westlandseweg is in 2002 een skatebaan aangelegd, destijds een van de grootste van Nederland. Op 1 januari 2015 werd de straatnaam in navolging van Rijswijk veranderd van Provinciale Weg naar Beatrixlaan. De weg wordt niet meer beheerd door de provincie en heeft dus geen wegnummer meer. De maximumsnelheid is 70 km/uur en op de gelijkvloerse kruisingen 50.
In 2025 werd door het stadsbestuur besloten om het zuidelijke deel tussen de Westlandseweg en de Kruithuisweg te halveren naar eenbaansweg, ten behoeve van de leefbaarheid, het wegnemen van de barrièrewerking tussen de wijken Voorhof en Buitenhof en het creëren van de benodigde ruimte voor andere bestemmingen.

## Foto's

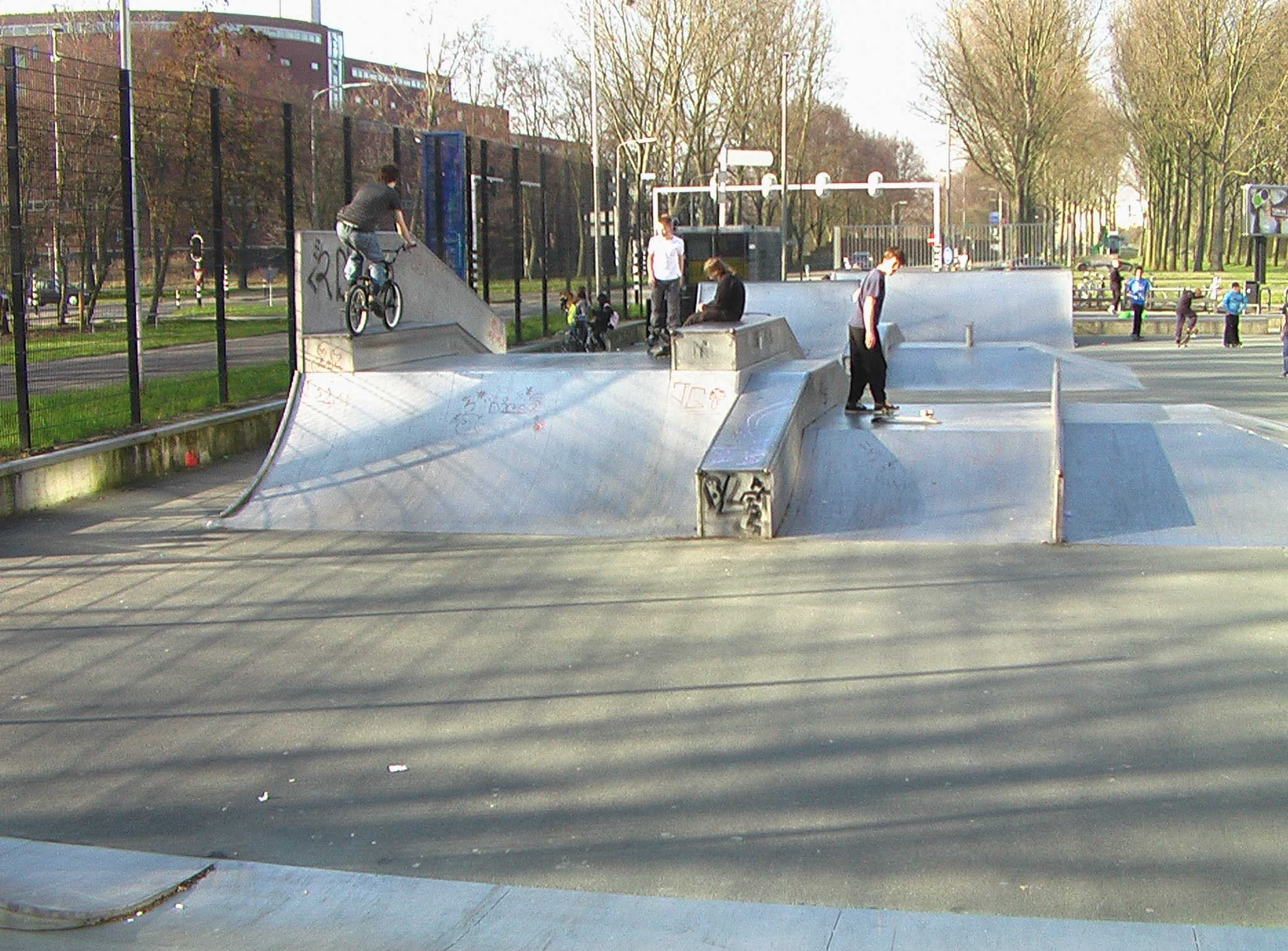
Skatepark De Middenberm in 2009. In 2023 is het volledig gerenoveerd.
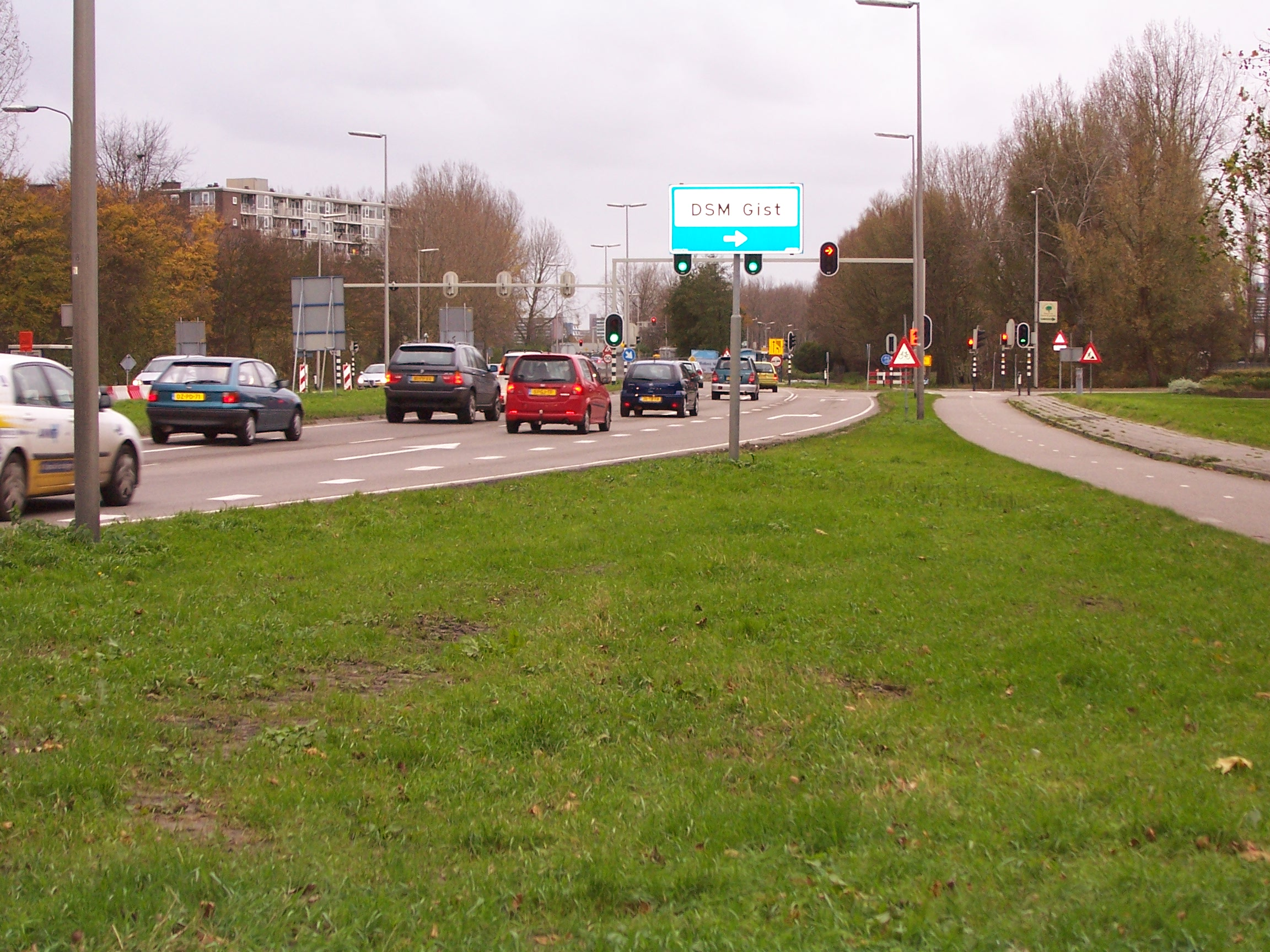
De Prinses Beatrixlaan in Delft
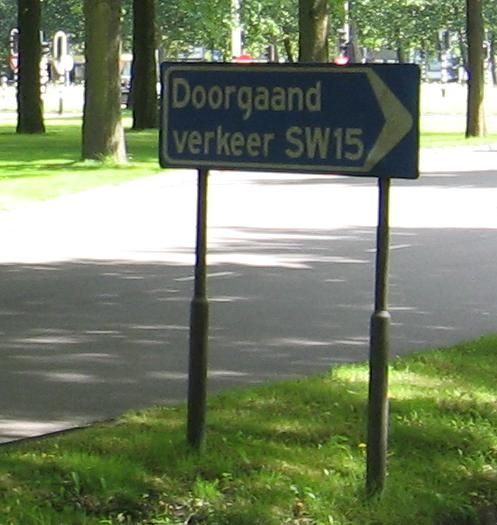
In 2008 werd het administratieve wegnummer SW15 nog vermeld